# Himmelblauer Blattkäfer

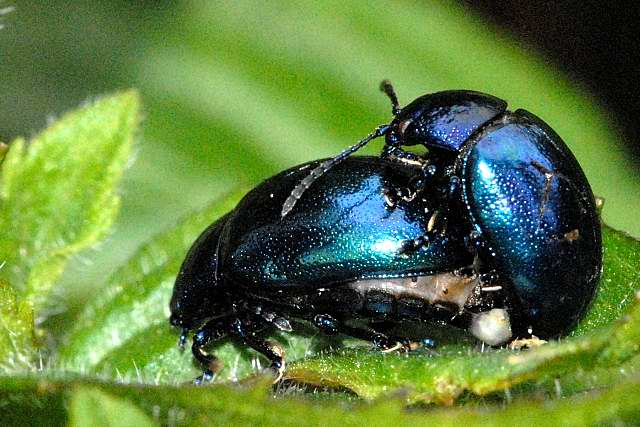
Kopulation

Der Himmelblaue Blattkäfer (Chrysolina coerulans) ist eine Käferart aus der Familie der Blattkäfer (Chrysomelidae).

## Merkmale
Die Käfer sind zwischen 6,5 und 9 Millimeter lang. Die Deckflügel sind variabel gefärbt und glänzen meist metallisch. Das Farbspektrum reicht von Blau, Blauviolett, Blaugrün, Blauschwarz, Kupfern bis kupfergrün. Die Fühler und die Beine haben die gleiche Farbe wie der Körper. Die Ränder des Halsschildes verlaufen fast parallel. Eine Reihe grober Punkte trennt die Seitenwulst von der Scheibe. Die Scheibe ist in der Mitte feiner punktiert als an den Randbereichen.

### Ähnliche Arten
Eine ähnliche Art ist Chrysomela herbacea. Sie unterscheidet sich vom Himmelblauen Blattkäfer durch den quer gerunzelten Vorderbrustfortsatz und schmale Ränder.

## Verbreitung und Biologie
Der Himmelblaue Blattkäfer ist in Mittel- und Südeuropa beheimat. Er fehlt aber auf den Britischen Inseln und im Norden. Das Verbreitungsgebiet reicht über Klein- und Zentralasien bis nach Zentralchina.
Die Art entwickelt sich an Minzenarten (Mentha (L.)). Sie besiedelt feuchte Bergwiesen, Bachufer sowie Waldränder und ist im Berg- beziehungsweise Bergvorland anzutreffen. Die Käfer können von Mai bis August beobachtet werden.